# Algicydy

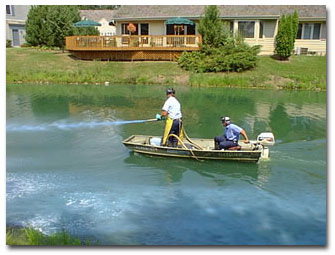
Użycie środków glonobójczych

Algicydy, środki glonobójcze, środki algobójcze – substancje chemiczne stosowane do zwalczania glonów. Pestycydy czasem zaliczane do herbicydów.
Najczęściej stosowane do walki z zakwitami w zbiornikach i ciekach. Stosowane również w akwarystyce lub basenach pływackich, a także różnych instalacjach hydraulicznych i hydrotechnicznych do zapobiegania nadmiernemu rozwojowi glonów. Algicydy czasem wchodzą również w skład farb okrętowych lub elewacyjnych, które dzięki temu stają się odporne na powstawanie nalotu glonów peryfitonowych lub aerofitycznych.
Algicydami są często związki organiczne z grupy triazyn, np. terbutryna lub prometryna, które są stosowane również do zwalczania chwastów lądowych. Podobnie jako wielofunkcyjny środek do zwalczania roślin, grzybów czy glonów stosowany był pentachlorofenol (PCP), obecnie wycofany z użytku jako pestycyd ze względu na silną toksyczność, ale stosowany np. jako środek konserwujący drewno. Wiele glonów wykazuje dużą wrażliwość na obecność jonów miedzi i cynku. W związku z tym jako algicyd na polach ryżowych stosowany bywa siarczan miedzi.
Algicydy są wytwarzane również przez organizmy wodne jako substancja allelopatyczna.